# WSA World Tour 2004/05
Die WSA World Tour 2004/05 umfasst alle bestätigten Turniere der professionellen Damensquash-Saison 2004/05 der WSA World Tour. Die nach dem Monat sortierte Übersicht zeigt den Ort des Turniers an, dessen Namen, das ausgeschüttete Gesamtpreisgeld, sowie die Siegerin des Turniers. In der abschließenden Tabelle werden sämtliche Turniersiegerinnen nach der Menge ihrer Titel aufgelistet. Dabei ist es nicht relevant, welche Wertigkeit die von der Spielerin gewonnenen Turniere besaßen, auch wenn eine entsprechende Erfassung erfolgt.
In der Saison 2004/05 fanden insgesamt 44 Turniere statt. Das Gesamtpreisgeld betrug 960.760 US-Dollar. Weltmeisterin wurde Vanessa Atkinson, die gleichzeitig mit fünf Turniersiegen die meisten Titel in dieser Saison gewann.

## Tourinformationen

### Anzahl nach Turnierserie
| Turnierserie | WM 1 | Go 50 2 | Go 35 | Si 25 3 | Si 15 | Tour 4 |
| ------------ | ---- | ------- | ----- | ------- | ----- | ------ |
| Anzahl       | 1    | 2       | 6     | 3       | 7     | 25     |
| Gesamt       | 1    | 8       | 8     | 10      | 10    | 25     |

## Turnierplan

### August
| Datum         | Ort           | Turnier                                | Preisgeld | Siegerin          |
| ------------- | ------------- | -------------------------------------- | --------- | ----------------- |
| 13.08.–15.08. | Rockhampton   | Queensland Open 2004                   | $ 5.000   | Natalie Grinham   |
| 20.08.–22.08. | Wangaratta    | Parkview Motor Inn Victorian Open 2004 | $ 5.000   | Sarah Fitz-Gerald |
| 27.08.–29.08. | Orange County | Global Diamond Open 2004               | $ 6.000   | Latasha Khan      |
| 31.08.–05.09. | Mexiko-Stadt  | Sports World Mexican Open 2004         | $ 20.000  | Vanessa Atkinson  |

### September
| Datum         | Ort    | Turnier                    | Preisgeld | Siegerin        |
| ------------- | ------ | -------------------------- | --------- | --------------- |
| 11.09.–16.09. | Manama | Bahrain WISPA Classic 2004 | $ 47.000  | Rachael Grinham |

### Oktober
| Datum         | Ort                    | Turnier                           | Preisgeld | Siegerin         |
| ------------- | ---------------------- | --------------------------------- | --------- | ---------------- |
| 05.10.–10.10. | Atlanta                | Atlanta Masters 2004              | $ 10.750  | Natalie Grainger |
| 06.10.–10.10. | Kowloon                | KCC-Perrier Centenary Cup 2004    | $ 9.750   | Rebecca Chiu     |
| 06.10.–10.10. | Santa Cruz de Tenerife | Prince Canary Islands Open 2004   | $ 15.000  | Vicky Botwright  |
| 12.10.–17.10. | New York City          | Weymuller US Open 2004            | $ 30.000  | Natalie Grainger |
| 14.10.–17.10. | Calgary                | Airdre Chrysler Calgary Open 2004 | $ 6.000   | Melanie Jans     |
| 19.10.–23.10. | Monte-Carlo            | Monte Carlo Classic 2004          | $ 20.000  | Cassie Jackman   |
| 20.10.–24.10. | Ottawa                 | Ottawa International 2004         | $ 13.750  | Rebecca Macree   |
| 30.10.–06.11. | Nottingham             | Harris British Open 2004          | $ 42.500  | Rachael Grinham  |

### November
| Datum         | Ort        | Turnier                        | Preisgeld | Siegerin         |
| ------------- | ---------- | ------------------------------ | --------- | ---------------- |
| 04.11.–07.11. | Boca Raton | Florida State Open 2004        | $ 6.000   | Samantha Terán   |
| 16.11.–21.11. | Shanghai   | Shanghai WISPA WorldStars 2004 | $ 43.500  | Cassie Jackman   |
| 27.11.–03.12. | Doha       | Qatar Classic 2004             | $ 105.000 | Vanessa Atkinson |

### Dezember
| Datum         | Ort          | Turnier                                  | Preisgeld | Siegerin         |
| ------------- | ------------ | ---------------------------------------- | --------- | ---------------- |
| 05.12.–11.12. | Kuala Lumpur | Squash-Weltmeisterschaft der Frauen 2004 | $ 72.500  | Vanessa Atkinson |

### Januar
| Datum         | Ort       | Turnier                               | Preisgeld | Siegerin          |
| ------------- | --------- | ------------------------------------- | --------- | ----------------- |
| 05.01.–10.01. | Rye       | Marsh & McLennan Apawamis Open 2005   | $ 24.000  | Omneya Abdel Kawy |
| 11.01.–16.01. | Berwyn    | Liberty Bell Open 2005                | $ 6.000   | Rebecca Botwright |
| 18.01.–23.01. | Greenwich | Greenwich Open 2005                   | $ 24.000  | Linda Elriani     |
| 24.01.–29.01. | Dayton    | EBS Asset Management Dayton Open 2005 | $ 13.700  | Linda Elriani     |

### Februar
| Datum         | Ort           | Turnier                                   | Preisgeld | Siegerin         |
| ------------- | ------------- | ----------------------------------------- | --------- | ---------------- |
| 01.02.–06.02. | Kuala Lumpur  | Country View KL Open 2005                 | $ 20.000  | Nicol David      |
| 01.02.–06.02. | Poughkeepsie  | Vassar College Class of 1932 Open 2005    | $ 20.000  | Natalie Grainger |
| 14.02.–19.02. | Southport     | Forbes Southport Open 2005                | $ 10.000  | Alison Waters    |
| 15.02.–20.02. | Hongkong      | Buler Challenge Cup 2005                  | $ 13.760  | Madeline Perry   |
| 19.02.–25.02. | New York City | Bear Stearns Tournament of Champions 2005 | $ 42.500  | Vanessa Atkinson |

### März
| Datum         | Ort     | Turnier                          | Preisgeld | Siegerin               |
| ------------- | ------- | -------------------------------- | --------- | ---------------------- |
| 07.03.–12.03. | Kuwait  | Sheikha Al Saad Kuwait Open 2005 | $ 42.500  | Nicol David            |
| 10.03.–13.03. | Genf    | Sigma Swiss Open 2005            | $ 4.000   | Dominique Lloyd-Walter |
| 11.03.–14.03. | Mikkeli | Savcor Finnish Open 2005         | $ 6.000   | Sharon Wee             |

### April
| Datum         | Ort          | Turnier                        | Preisgeld | Siegerin         |
| ------------- | ------------ | ------------------------------ | --------- | ---------------- |
| 04.04.–09.04. | Dallas       | Texas Open 2005                | $ 50.000  | Vanessa Atkinson |
| 11.04.–16.04. | Dublin       | Irish Open 2005                | $ 13.750  | Madeline Perry   |
| 13.04.–17.04. | Vancouver    | Vancouver International 2005   | $ 7.000   | Samantha Terán   |
| 14.04.–17.04. | Christchurch | South Island Championship 2005 | $ 5.000   | Sarah Cook       |
| 18.04.–24.04. | Doha         | Qatar Airways Challenge 2005   | $ 72.500  | Rachael Grinham  |
| 21.04.–24.04. | Invercargill | Southland Classic 2005         | $ 5.000   | Dianne Desira    |
| 27.04.–01.05. | New Plymouth | Taranaki Open 2005             | $ 5.000   | Tamsyn Leevey    |

### Mai
| Datum         | Ort         | Turnier                     | Preisgeld | Siegerin        |
| ------------- | ----------- | --------------------------- | --------- | --------------- |
| 08.05.–15.05. | Hurghada    | Hurghada International 2005 | $ 20.800  | Rachael Grinham |
| 20.05.–23.05. | Carcassonne | Carcassonne City Open 2005  | $ 5.000   | Ellen Petersen  |
| 27.05.–29.05. | Perth       | WA Open 2005                | $ 5.000   | Kasey Brown     |
| 31.05.–05.06. | Almere      | Mamut Dutch Open 2005       | $ 31.000  | Nicol David     |

### Juni
| Datum         | Ort    | Turnier                          | Preisgeld | Siegerin       |
| ------------- | ------ | -------------------------------- | --------- | -------------- |
| 16.06.–19.06. | Bogotá | Tecnifibre La Hacienda Open 2005 | $ 7.750   | Samantha Terán |

### Juli
| Datum         | Ort          | Turnier                                    | Preisgeld | Siegerin      |
| ------------- | ------------ | ------------------------------------------ | --------- | ------------- |
| 12.07.–17.07. | Hongkong     | Crocodile Challenge Cup 2005               | $ 13.750  | Rebecca Chiu  |
| 26.07.–30.07. | Adelaide     | Mortgage Choice South Australian Open 2005 | $ 4.000   | Jaclyn Hawkes |
| 25.07.–30.07. | Kuala Lumpur | CIMB Malaysian Open 2005                   | $ 31.000  | Nicol David   |

## Turniersiegerinnen
| Platz | Spielerin              | Siege | WM 1 | Go 50 2 | Go 35 | Si 25 3 | Si 15 | Tour 4 |
| ----- | ---------------------- | ----- | ---- | ------- | ----- | ------- | ----- | ------ |
| 1.    | Vanessa Atkinson       | 5     | 1    | 1       | 2     |         |       | 1      |
| 2.    | Nicol David            | 4     |      |         | 1     | 2       | 1     |        |
| 2.    | Rachael Grinham        | 4     |      | 1       | 2     |         | 1     |        |
| 4.    | Natalie Grainger       | 3     |      |         |       | 1       | 1     | 1      |
| 4.    | Samantha Terán         | 3     |      |         |       |         |       | 3      |
| 6.    | Rebecca Chiu           | 2     |      |         |       |         |       | 2      |
| 6.    | Linda Elriani          | 2     |      |         |       |         | 1     | 1      |
| 6.    | Cassie Jackman         | 2     |      |         | 1     |         | 1     |        |
| 6.    | Madeline Perry         | 2     |      |         |       |         |       | 2      |
| 10.   | Rebecca Botwright      | 1     |      |         |       |         |       | 1      |
| 10.   | Vicky Botwright        | 1     |      |         |       |         | 1     |        |
| 10.   | Kasey Brown            | 1     |      |         |       |         |       | 1      |
| 10.   | Sarah Cook             | 1     |      |         |       |         |       | 1      |
| 10.   | Dianne Desira          | 1     |      |         |       |         |       | 1      |
| 10.   | Sarah Fitz-Gerald      | 1     |      |         |       |         |       | 1      |
| 10.   | Natalie Grinham        | 1     |      |         |       |         |       | 1      |
| 10.   | Jaclyn Hawkes          | 1     |      |         |       |         |       | 1      |
| 10.   | Melanie Jans           | 1     |      |         |       |         |       | 1      |
| 10.   | Omneya Abdel Kawy      | 1     |      |         |       |         | 1     |        |
| 10.   | Latasha Khan           | 1     |      |         |       |         |       | 1      |
| 10.   | Tamsyn Leevey          | 1     |      |         |       |         |       | 1      |
| 10.   | Dominique Lloyd-Walter | 1     |      |         |       |         |       | 1      |
| 10.   | Rebecca Macree         | 1     |      |         |       |         |       | 1      |
| 10.   | Ellen Petersen         | 1     |      |         |       |         |       | 1      |
| 10.   | Alison Waters          | 1     |      |         |       |         |       | 1      |
| 10.   | Sharon Wee             | 1     |      |         |       |         |       | 1      |

 1 WSA Weltmeisterschaft

 2 WSA Gold

 3 WSA Silver

 4 WSA Tour